# Nolin (település)
Nolin (korábban Happy Canyon) az Amerikai Egyesült Államok Oregon államának Umatilla megyéjében, az Umatilla folyó közelében elhelyezkedő önkormányzat nélküli település.

## Története
Adam W. Nye seriff (akiről a szomszédos Nye helységet elnevezték) a települést az itt élő lelkes emberekről Happy Canyonnak nevezte el (később a pendletoni rodeói is ezt használta).
Egykor postája, boltja és iskolája volt. A temető fennmaradt. A települést érintette az Oregon Railroad and Navigation Company vasútvonala. Az 1880-as években Charles Cunningham által alapított Cunningham Sheep Ranchen ma Rambouillet-juhokat tenyésztenek.

## Fordítás
- Ez a szócikk részben vagy egészben  a   Nolin, Oregon című angol Wikipédia-szócikk ezen változatának fordításán alapul.  Az eredeti cikk szerkesztőit annak laptörténete sorolja fel. Ez a jelzés csupán a megfogalmazás eredetét és a szerzői jogokat jelzi, nem szolgál a cikkben szereplő információk forrásmegjelöléseként.